# Les Rois de l'air
Ne doit pas être confondu avec Le Roi de l'air.
Pour plus de détails, voir Fiche technique et Distribution.
Les Rois de l'air (The Air Circus) est un film américain réalisé par Howard Hawks et Lewis Seiler, sorti en 1928. Il est considéré comme perdu, cependant Hal Erickson indique qu'une copie aurait été retrouvée dans les années 1970.

## Synopsis
Deux jeunes hommes, "Speed" Doolittle et Buddy Blake, partent vers l'ouest pour devenir pilotes. Ils rencontrent une aviatrice accomplie dans une école de pilotage d'un petit aéroport. Ils décident de prendre des cours avec elle. Cependant lors de son premier vol, Buddy est pris d'une crise de panique et se blesse grièvement.

## Fiche technique
- Titre : Les Rois de l'air
- Titre original : The Air Circus
- Réalisation : Howard Hawks et Lewis Seiler
- Scénario : Andrew Bennison, C. Graham Baker, Seton I. Miller et Norman Z. McLeod
- Photographie : Daniel B. Clark
- Montage : Ralph Dixon
- Société de production : Fox Film Corporation
- Société de distribution : Fox Film Corporation (États-Unis)
- Pays de production :  États-Unis
- Langue d'origine : anglais américain
- Format : noir et blanc et scènes tintées en couleurs — 35 mm — 1,20:1 — son : mono (Western Electric, Movietone)
- Genre : drame
- Durée : 118 minutes
- Date de sortie : 9 janvier 1928 (États-Unis)

## Distribution

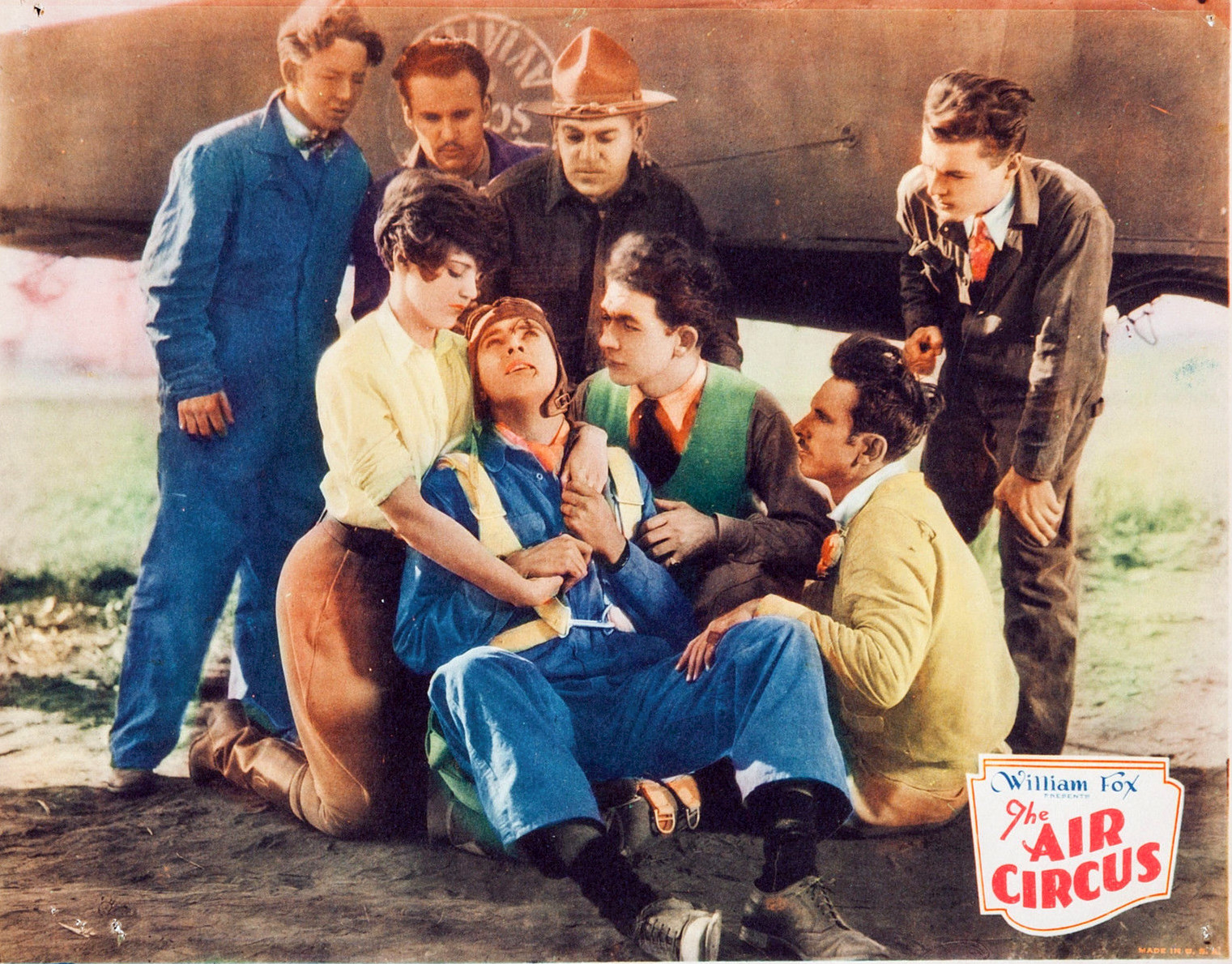
Carte promotionnelle du film.

- Arthur Lake : "Speed" Doolittle
- Sue Carol : Sue Manning
- David Rollins : Buddy Blake
- Louise Dresser : Mrs. Blake
- Heinie Conklin : Jerry McSwiggin
- Charles Delaney : Charles Manning
- Earl Robinson : Lt. Blake
- Virginia Cherrill